# Amtsgericht Ziesar

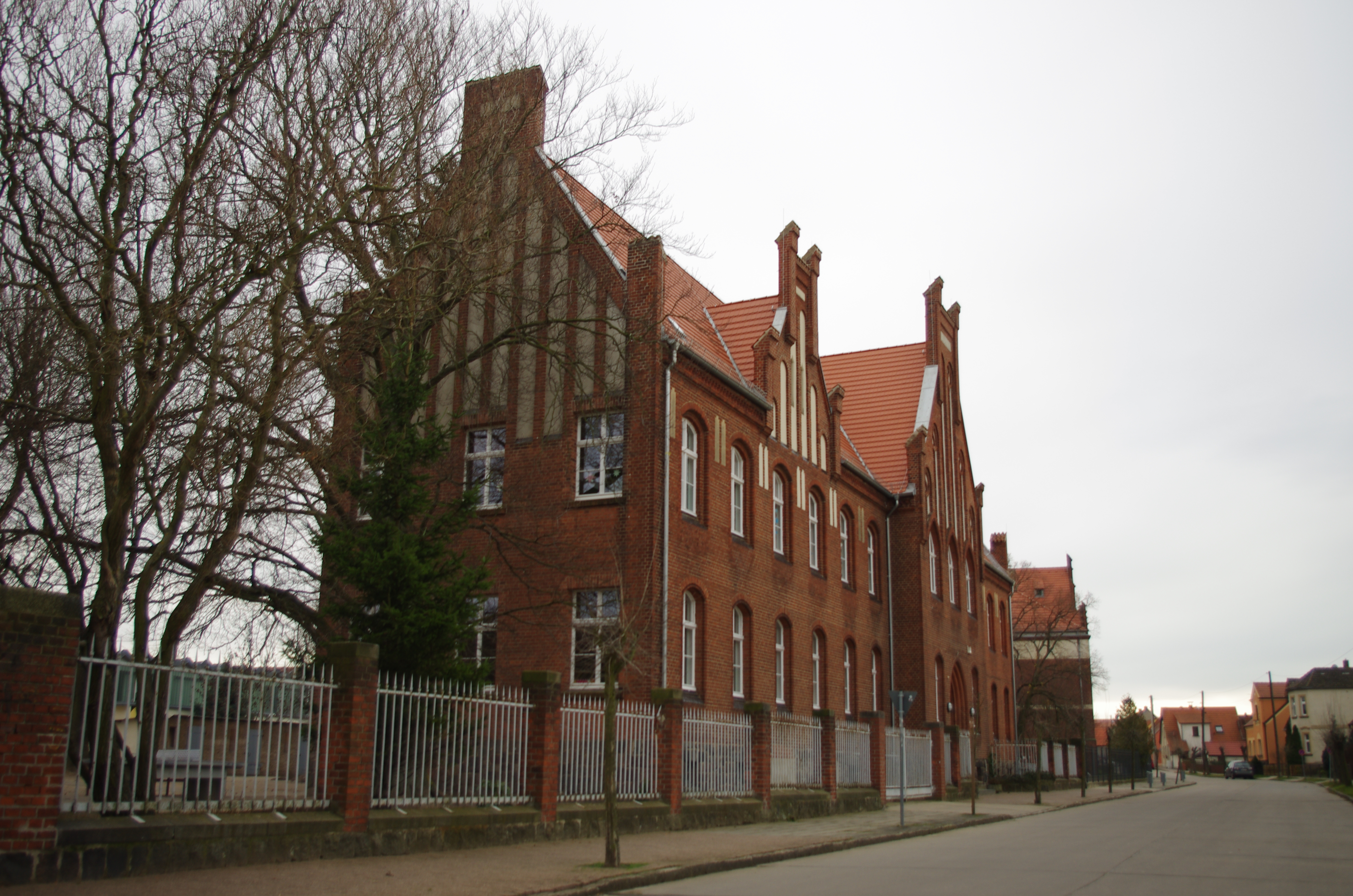
Ehem. Amtsgericht in der Schulstraße (2013)

Das Amtsgericht Ziesar war ein Gericht der ordentlichen Gerichtsbarkeit in Ziesar. Es bestand von 1879 bis 1945.

## Geschichte
Seit 1849 bestand innerhalb des preußischen Kreisgerichtes Genthin die Gerichtskommission Ziesar. Diese wurde 1879 aufgehoben, und das Amtsgericht Ziesar wurde gleichzeitig gebildet. Das Gericht war eines von 18 Amtsgerichten im Landgerichtsbezirk Magdeburg. Es gab eine Richterstelle. Gerichtstage wurden in Görzke gehalten. Sein Gerichtsbezirk umfasste aus dem Landkreis Jerichow I den Stadtkreis Ziesar und die Amtsbezirke Burg Ziesar, Dahlen, Görzke, Magdeburgerforth, Vor-Ziesar und Wenzlow.
Im Jahre 1945 wurde das Gericht geschlossen und die Aufgaben dem Amtsgericht Burg übertragen.

## Instanzenzug
Das Amtsgericht Ziesar unterstand dem Landgericht Magdeburg im Bezirk des Oberlandesgerichtes Naumburg.

## Gebäude
Das Amtsgericht (bzw. sein Vorgänger) war ursprünglich in der Poststraße, heute Otto-Altenkirch-Straße, untergebracht. Da das 1834 erbaute Gebäude zu klein und auch inzwischen sehr baufällig war, entschloss man sich zu einem Neubau, der zwischen 1913 und 1915 erfolgte. Architekt war Baurat Kübler aus Genthin. Die veranschlagte Investitionssumme betrug 143.000 Mark. Als Bauleiter fungierte Regierungsbaumeister Thorban. Am 1. Februar 1915 wurde das „Geschäfts- und Gefängnishaus“ in der Schulstraße 12 in Ziesar an die Justizbehörde übergeben. Zum Zeitpunkt der Eröffnung galt das zugehörige Gefängnis als modernster Gefängnisbau Deutschlands. Das Gebäude steht heute unter Denkmalschutz und wird als Schule und Hort genutzt.

## Richter
- Karl Blell (1864 bis 1899), Amtsgerichtsrat